# Ruonajärvi (sjö i Lappland, lat 66,07, long 26,03)
Ruonajärvi är en sjö i Finland. Den ligger i kommunen Ranua i landskapet Lappland, i den norra delen av landet, 700 km norr om huvudstaden Helsingfors. Ruonajärvi ligger 129,5 meter över havet. Arean är 10,6 hektar och strandlinjen är 1,48 kilometer lång. Sjön  ingår i Simo älvs huvudavrinningsområde. 